# Barclay Coppoc
Pour les articles homonymes, voir Coppoc.
Barclay Coppoc est un abolitionniste américain né le 4 janvier 1839 à Salem, dans l'Ohio, et mort le 3 septembre 1861 au Kansas.
Témoin des affrontements violents du Bleeding Kansas, il se mobilise contre l'esclavage aux côtés de John Brown. Comme son frère Edwin Coppoc, il participe en octobre 1859 au raid de Brown contre Harpers Ferry, au cours duquel il parvient à s'enfuir lorsque l'assaut tourne mal. Premier-lieutenant dans l'armée de l'Union pendant la guerre de Sécession, il meurt dans un accident ferroviaire causé par le sabotage d'un pont sur la Platte.

Le 23 janvier 1860, environ trois mois après le raid de Harpers Ferry, le gouverneur de l'Iowa Samuel Jordan Kirkwood (en) reçoit un représentant du gouverneur de Virginie pour demander « un certain Barclay Coppock, réputé être un fugitif pour la justice de Virginie ». Kirkwood trouve la demande non conforme à la loi et la retourne à la Virginie. Barclay est parti au moment où Kirkwood reçoit les documents conformes,.  Barclay rejoint plus tard l'armée de l'Union pendant la guerre de Sécession et sert en tant qu'officier de recrutement. Il est tué au combat lorsque le sabotage confédéré fait dérailler son train sur la rivière Platte,, un incident appelé la tragédie ferroviaire du pont de la Platte (en).